# Лю Цян
Лю Цян (кит. 刘 强; род. 14 декабря 1982, Аньшань, Ляонин) — китайский боксёр, представитель лёгкой весовой категории. Выступал за национальную сборную КНР по боксу в конце 2000-х — начале 2010-х годов, серебряный призёр чемпионата Азии, победитель и призёр многих турниров международного значения, участник летних Олимпийских игр в Лондоне. В 2015—2016 годах боксировал также на профессиональном уровне.

## Биография
Лю Цян родился 14 декабря 1982 года в городском округе Аньшань провинции Ляонин, КНР.

### Любительская карьера
Впервые заявил о себе в боксе в сезоне 2008 года, став чемпионом Китая в зачёте полулёгкой весовой категории.
В 2010 году поднялся в лёгкий вес, выиграл серебряную медаль на Открытом чемпионате Китая в Гуйяне, стал бронзовым призёром боксёрского турнира Всемирных игр боевых искусств в Пекине.
В 2011 году побывал на чемпионате Азии в Инчхоне, откуда привёз награду серебряного достоинства — в решающем финальном поединке уступил казаху Айдару Амирзакову. Также принял участие в трёх матчевых встречах со сборной Ирландии, боксировал на чемпионате мира в Баку, где в 1/8 финала был остановлен корейцем Хан Сун Чхолем.
На Азиатской олимпийской квалификации в Астане победил всех своих соперников по турнирной сетке и тем самым прошёл отбор на летние Олимпийские игры 2012 года в Лондоне. В категории до 60 кг благополучно прошёл первого соперника, тогда как во втором бою со счётом 10:14 потерпел поражение от кубинца Ясниэля Толедо.
После лондонской Олимпиады Лю ещё в течение некоторого времени оставался в составе боксёрской команды Китая и продолжал принимать участие в крупнейших международных турнирах. Так, в 2013 году он выиграл китайское национальное первенство в лёгком весе, выступил на азиатском первенстве в Аммане.

### Профессиональная карьера
Покинув расположение китайской сборной, в 2015—2016 годах Лю Цян выступал на профессиональном уровне. В общей сложности провёл пять поединков, из них три выиграл, один проиграл, один закончил ничьей.